# Blackburnium darwinense
Blackburnium darwinense es una especie de coleóptero de la familia Geotrupidae.

## Distribución geográfica
Habita en Australia.